# 伊尔玛·约翰松
伊尔玛·约翰松（瑞典語：Irma Johansson，1932年4月3日—），瑞典女子越野滑雪运动员。她曾代表瑞典参加1956年和1960年冬季奥林匹克运动会越野滑雪比赛，获得一枚金牌。